# 橫井軍平
橫井軍平（日语：／ Yokoi Gunpei，1941年9月10日—1997年10月4日），日本游戏产业人物，任天堂前開發第一部部長。出生于日本京都府京都市，畢業于同志社大学工学部電子工學系。
1965年就職于任天堂，开发设计了Game & Watch、紅白機、Game Boy、Virtual Boy等产品，他也是十字鍵發明者和瑪利歐系列創作者宮本茂的導師。

## 生平
横井军平就读于关西著名的大学——同志社大学，学习成绩一直不算出众，不过他却因为兴趣爱好广泛而在同学中广有人气，后又凭借着亲手制作的诸多充满奇思妙想的小玩意儿在同志社大学工学部博得了天才发明家的口碑。毕业前一年，横井依照惯例参加了夏普等大企业的内定就职实习，但最终选择了当时名不见经传的京都小企业任天堂，並於1965年加入。
在任天堂，横井担任设备维护工。某一天，他利用雕刻机制作了一个木制的手，然后再联接上弹簧。这个发明由当时任天堂社长山内溥见到，山内溥把横井叫到了办公室让他完善这个作品，之后这个发明在经过改良之后成为了半年销售120万个的畅销玩具——超级怪手。

### 从被淘汰技术的角度去进行平衡思考
日语：

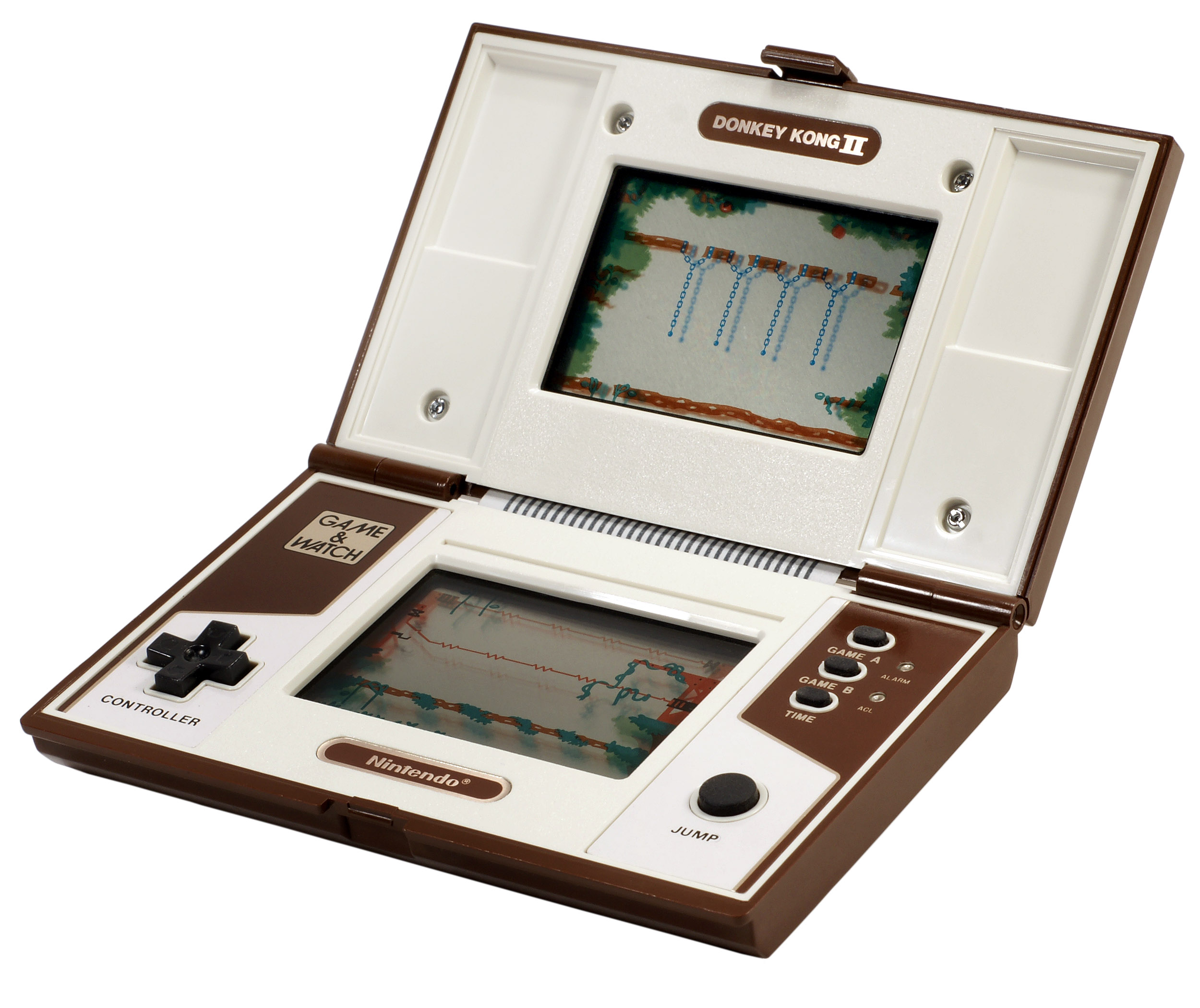
Game & watch

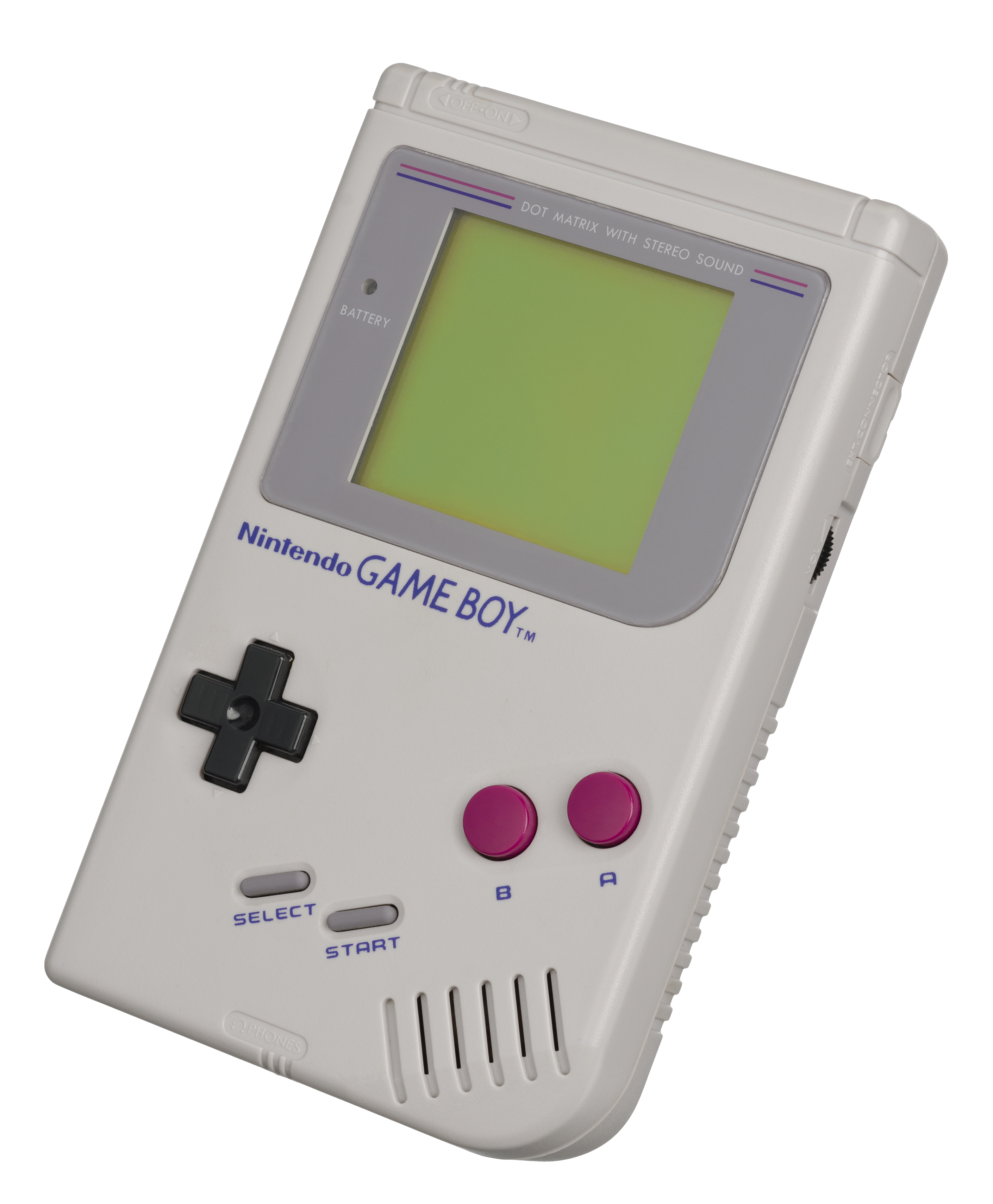
Game Boy

「成熟技術的水平思考」是橫井軍平提出來的論點。在設計Game & Watch時，正逢夏普以及卡西歐為了爭奪電子計算機的市場，進行激烈的價格戰，導致日本國內半導體以及液晶顯示器的生產設備過剩。橫井軍平則是將廉價但是成熟的電子計算機技術應用在攜帶型遊樂器的研發上，不僅降低生產成本，同時也保證了產品的穩定性。
這種生產製造方式，他稱之為「成熟技術的水平思考」。
對此，橫井軍平曾詳加說明：「在產品開發時期，研究者總會想利用最先進的技術來製造最棒的商品。但我以為，想要研發出賺錢的商品，使用最先進的技術，對商品而言不是加分而是扣分。利用已經發展成熟，甚至接近淘汰的技術進行水平思考，將它應用到完全不同的領域上，反而容易製造出暢銷商品。」
Game & Watch的大賣，讓任天堂度過破產危機，不僅兩年內清還了八十億日圓的銀行負債，也使公司的資金暴增五十億日圓，這筆資金也成為日後任天堂研發紅白機的主要財源，之後的Game Boy也相續大賣。

### 離開任天堂
推出Game Boy之後，橫井軍平又開發了Virtual Boy。但Virtual Boy未能在市场上获得成功。1996年8月15日横井从任天堂退职，接替他开发部第一部部长位置的人是出石武宏。
虽然横井从以前就说着“过了五十岁想做自己喜欢的事”，并选择了自行退职，但日本经济新闻刊登了“因Virtual Boy颓势造成损失而引咎辞职”的报道内容。为此横井本人亦写了文章进行反驳。
退职后，横井以开发自己更想做的商品为目标，於1996年9月11日成立了「株式會社KOTO」（株式会社コト）。之后参与了万代的掌上游戏机WonderSwan的设计开发。

### 逝世
1997年10月4日，橫井軍平乘坐同事駕駛的汽車於石川縣能美郡根上町（現今能美市）北陸自動車道途中車輛拋錨，兩人下車檢查汽車損壞情況，在檢查時橫井被另一輛汽車撞倒。同日晚上9時30分因外傷性休克在石川縣小松市小松市民醫院不治逝世，享年56歲。

## 获奖
- 2003年游戏开发者大会終生成就獎[3]

## 相關書籍
- 牧野武文《横井軍平ゲーム館》アスペクト ISBN 4-89366-696-7
- 李世暉 《改變世界的任天堂》商周出版 出版日期：2008年3月6日 語言：繁體中文 ISBN：9789866662171